# Tsushima (Insel)
Tsushima (japanisch 対馬) ist eine japanische Insel im Japanischen Meer.

## Geographie

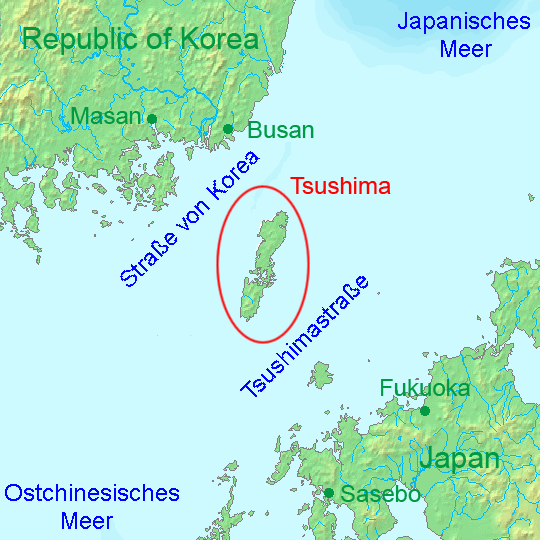
Lage der Insel Tsushima

Tsushima liegt in der Koreastraße und spaltet diese in einen westlichen und einen östlichen Kanal. Dieser östliche Kanal wird auch Tsushima-Straße genannt. Jenseits der Tsushimastraße liegt die japanische Insel Kyūshū, jenseits der Koreastraße die Koreanische Halbinsel. Die Insel liegt am südlichsten Punkt des Japanischen Meeres. Unweit südlicher, unmittelbar nach den beiden Straßen, fängt das Ostchinesische Meer an. Tsushima ist von allen Inseln des Inselstaates Japans diejenige, welche dem asiatischen Festland am nächsten liegt. Die kürzeste Entfernung von der Insel zum Festland beträgt etwa 50 Kilometer. Dort liegt die südkoreanische Stadt Busan.
Die 696,44 km² große Insel Tsushima besteht aus zwei Hauptinseln: Kami-jima (上島, „obere Insel“) im Norden und Shimo-jima (下島, „untere Insel“) im Süden. Sie sind im Westen durch die tief einschneidende Aso-Bucht (浅茅湾) und daran anschließend durch einen etwa 50 Meter breiten Meereskanal getrennt. Sie werden durch eine Brücke, über welche die Nationalstraße 382 verläuft, miteinander verbunden. Die 2 Hauptinseln sind von 13 kleineren Inseln umgeben. Zusammen mit der Insel Iki bilden sie den Nationalpark Iki-Tsushima.
Die höchste Erhebung ist der Yatate (矢立山, -yama, 34° 11′ N, 129° 14′ O) auf der Insel Shimo-jima mit 649 m. Weitere Berge sind der Ariake (有明山, -yama, 34° 12′ N, 129° 16′ O) mit 558 m, der Shira-dake (白嶽, 34° 16′ N, 129° 15′ O) mit 518 m und der Mitake (雄岳)/Odake (御岳) (34° 34′ N, 129° 23′ O) mit 479 m auf der Insel Kami-jima.

## Verwaltung
Tsushima gehört zur japanischen Präfektur Nagasaki. Wegen der abgelegenen Lage werden jedoch viele Verwaltungsfunktionen vom Regionalbüro Tsushima (対馬地方局, Tsushima chihō kyoku) – bis 2004 Unterpräfektur Tsushima – wahrgenommen. Die Stadt Tsushima (708,89 km²) umfasst seit 1. März 2004 alle Ortschaften der Insel. Bis dahin war die Stadt Izuhara der Hauptort der Insel.

## Geschichte
1019 wurde die Insel von dschürdschätischen und koreanischen Piraten in der Toi-Invasion heimgesucht.
1274 und 1281 wurde Tsushima kurzzeitig bei der Ersten und Zweiten Mongoleninvasion in Japan eingenommen.
1861 wollte das Russische Reich die strategisch wichtige Insel besetzen. Die Russische Ostasienpolitik zielte zu dieser Zeit auf eine kontinentale Ausdehnung des Russischen Reichs im Fernen Osten ab. Nachdem die britische Regierung allerdings entschieden Protest gegen die Annexion der Insel eingelegt hatte, sah die russische Regierung von diesem Vorhaben ab und zog sich zurück.
Am 27. Mai 1905 fand in den Gewässern rund um die Insel die Seeschlacht bei Tsushima statt, in der die japanische Flotte die russische Ostseeflotte vernichtend schlug.
Auf Tsushima bestand von 1973 bis 1998 eine Längstwellen-Sendeantenne des OMEGA-Navigationssystems.
Am 1. März 2004 wurden die Dörfer und Städte der Insel zur gleichnamigen Stadt Tsushima zusammengelegt. Vor der Vereinigung war Izuhara die größte Stadt.

## Fauna
Die Froschart Rana tsushimensis ist ausschließlich auf Tsushima verbreitet.

## Popkultur
Im Jahr 2020 erschien das von der Firma Sucker Punch entwickelte Videospiel Ghost of Tsushima. In diesem spielt man einen Samurai, der die erste Mongoleninvasion der Insel Tsushima mit Guerilla-Taktiken aufzuhalten versucht.